# Mouguerre
Mouguerre (baskisch Mugerre) ist eine französische Gemeinde mit 5353 Einwohnern (Stand: 1. Januar 2022) im Département Pyrénées-Atlantiques in der Region Nouvelle-Aquitaine (vor 2016: Aquitanien). Mouguerre gehört zum Arrondissement Bayonne und zum Kanton Nive-Adour. Die Einwohner werden Mugertar genannt.

## Geografie
Am Nordwestrand von Mouguerre fließt der Adour. Umgeben wird Mouguerre von den Nachbargemeinden Bayonne im Norden und Nordwesten, Lahonce im Osten und Nordosten, Urcuit und Briscous im Osten, Hasparren im Südosten, Jatxou im Süden, Villefranque im Südwesten und Saint-Pierre-d’Irube im Westen.
Zur Gemeinde gehören die Ortschaften Labarthe, Vieux Mouguerre, Galhartiry, Istiart-Alçou, Ourterry-Egurralde und Petit Mouguerre.
Durch die Gemeinde führt die Autoroute A64.

## Bevölkerungsentwicklung
| Jahr      | 1962  | 1968  | 1975  | 1982  | 1990  | 1999  | 2006  | 2018  |
| --------- | ----- | ----- | ----- | ----- | ----- | ----- | ----- | ----- |
| Einwohner | 1.542 | 1.593 | 1.809 | 2.290 | 3.021 | 3.765 | 4.359 | 5.201 |

## Sehenswürdigkeiten
- Kirche Saint-Jean-Baptiste aus dem 17. Jahrhundert, Monument historique
- Schloss Mouguerre aus dem Jahre 1728
- einige Herrenhäuser
- Gutshof aus dem 17. Jahrhundert
- Obelisk, genannt Das Kreuz von Mouguerre, zur Erinnerung an den Marschall Soult 1917